# Fundusz ETF
Fundusz ETF (również fundusz inwestycyjny typu ETF, ang. ETF, exchange-traded fund; dosł. fundusz notowany na giełdzie) – rodzaj funduszu inwestycyjnego, którego jednostki uczestnictwa są przedmiotem obrotu giełdowego.

## Opis
Według definicji Unii Europejskiej, ETF to co najmniej jedna jednostka lub klasa akcji jest przedmiotem obrotu przez cały dzień w co najmniej jednym systemie obrotu i z udziałem co najmniej jednego animatora rynku, który podejmuje działania w celu zapewnienia, aby wartość jednostek lub akcji w danym systemie obrotu nie różniła się istotnie od ich wartości aktywów netto, a w stosownych przypadkach od ich wskaźnikowych wartości aktywów netto.
Większość ETF-ów to fundusze indeksowe, które odwzorowują indeks giełdowy lub sektor, tj. akcje (lub obligacje) w takich funduszach są kupowane i sprzedawane w proporcji, w jakiej występują w indeksie lub sektorze. 
Jednak ETF-y to nie tylko fundusze pasywne. W ostatnich latach na popularności zyskują także ETF-y aktywnie zarządzane, które funkcjonują jak tradycyjne fundusze inwestycyjne. Ich celem jest zazwyczaj pobicie wybranego indeksu. 
Niskie koszty działania ETF-ów pozwalają na pobieranie niskich opłat za zarządzanie.
Do zmiany prawa w Stanach Zjednoczonych (2008) ETF-y były wyłącznie funduszami indeksowymi, zarządzanymi algorytmicznie.
Wprowadzenie ETF: w USA w 1993, w Europie w 2000, w Polsce w 2010.
Aby zainwestować w ETF, potrzebny jest rachunek maklerski.

## ETF-y w Polsce
ETF (Lyxor ETF WIG20) po raz pierwszy był przedmiotem obrotu na Giełdzie Papierów Wartościowych (GPW) w 2010 roku. W kwietniu 2021 roku podjęto jednak decyzję o jego likwidacji.
W czerwcu 2025 roku na GPW było notowanych 13 ETF-ów, w tym 2 Lyxor oraz 11 z oferty Beta ETF, przy współpracy z AgioFunds TFI.